# Eulocastra fasciata
Eulocastra fasciata là một loài bướm đêm trong họ Noctuidae.